# Кухонная вытяжка

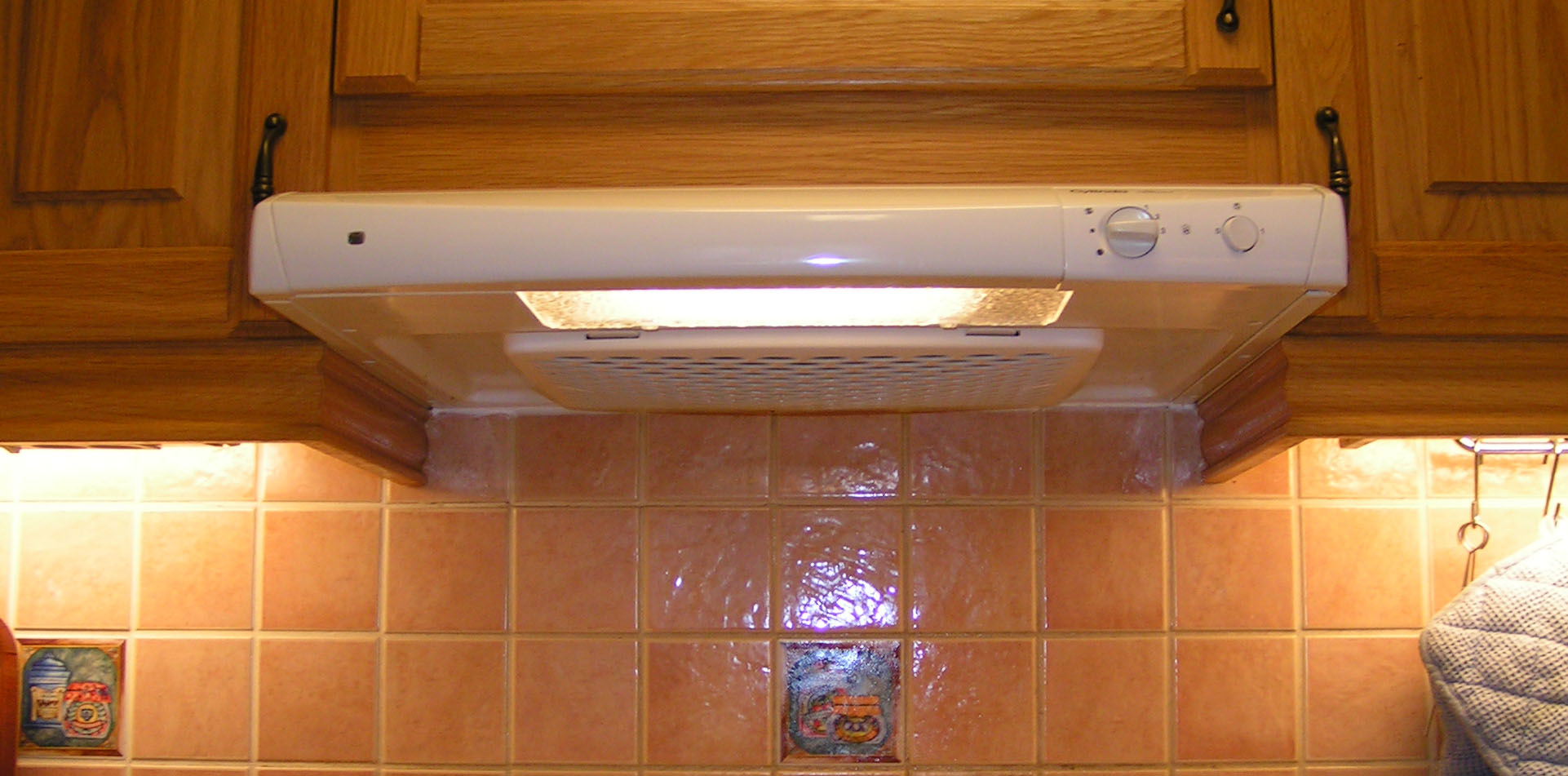
Встроенная вытяжка.

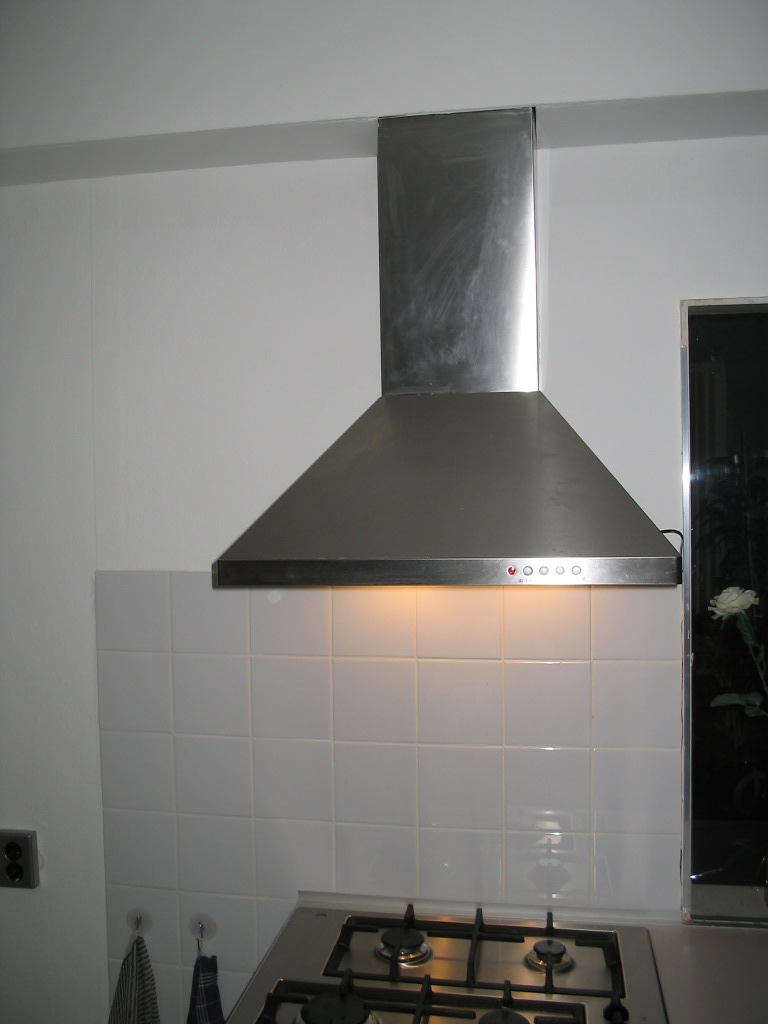
Кухонная вытяжка в виде купола.

Кухонная вытяжка — устройство для очищения воздуха от дыма, продуктов сгорания, испарений, запахов и прочих нежелательных примесей, образующихся при тепловой обработке продуктов, которые накапливаются в объёме кухни.

## Назначение
В процессе приготовления пищи выделяются разнообразные продукты горения, которые могут негативно влиять на здоровье человека. Нахождение в помещении с высоким содержанием в воздухе продуктов сгорания, испарений и канцерогенов может отрицательно сказываться на самочувствии и работоспособности, приводит к быстрой утомляемости и снижению концентрации внимания.
Отсутствие кухонной вытяжки также влияет на состояние помещения, где готовится пища. Жиры и копоть оседают на потолке, стенах и фасаде кухонной мебели, сокращая срок её службы.
Согласно санитарным нормам, на кухне должен соблюдаться 8-10-кратный ежечасный воздухообмен.
Вытяжки улавливают дым, запахи и испарения, исходящие от плиты, препятствуют их распространению по кухне и проникновению в смежные помещения.

## Внешнее описание
Бытовые кухонные вытяжки состоят из следующих основных частей: корпуса, вентиляционного агрегата, механического или электронного пульта управления и жироулавливающих фильтров. Детали кухонных вытяжек изготавливают из термически стойких, коррозионно-устойчивых и долговечных материалов. Корпус вытяжки изготавливают из нержавеющей стали, либо покрывают эмалью.
Помимо основной функции кухонные вытяжки часто служат элементом дизайна кухонного гарнитура, в связи с чем могут быть выполнены в различных формах, с применением дерева, стекла и других материалов в декоративных целях.

## Типы вытяжек
Различают следующие типы кухонных вытяжек, по методу монтажа:
- подвесные (плоские, стандартные) вытяжки — тип вытяжки, обычно подвешивающийся под навесной шкаф или полку над плитой;
- встраиваемые вытяжки — тип вытяжки, встраиваемой непосредственно в навесной шкаф над плитой или в декоративный каминный купол над варочной поверхностью. Также к данному типу относят вытяжки, встраиваемые в стол рядом с варочной поверхностью;
- настенные вытяжки — тип кухонных вытяжек, крепящихся к стене, над варочной поверхностью. Вытяжки данного типа могут иметь самый разнообразный дизайн;
- угловые вытяжки — тип вытяжек, рассчитанный на монтаж в углу кухни;
- островные вытяжки — тип кухонных вытяжек, крепящихся к потолку, над кухонным «островом».

Важно помнить, что минимальное расстояние между вытяжкой и электрической варочной поверхностью составляет 70 см, а между вытяжкой и газовой плитой 80 см.

## Режимы работы вытяжки
Кухонные вытяжки бывают двух типов — проточные и циркуляционные — которые предназначены, соответственно, для работы в режимах отвода воздуха и рециркуляции.
- В режиме отвода воздуха (вытяжном режиме) воздуховод вытяжки выводится наружу в вентиляционную шахту, обеспечивая полное удаление загрязнённого воздуха, запахов и испарений за пределы помещения. Режим отвода воздуха является наиболее эффективным: он обладает максимальной производительностью и обеспечивает 100 % очистку воздуха. В ряде случаев воздух выводится на улицу через специальное отверстие в стене кухни.
- В режиме рециркуляции (фильтрующем) вытяжка не подключается к вентиляционной шахте. Засасываемый воздух проходит через угольные фильтры, находящиеся в корпусе вытяжки, очищается и возвращается обратно в помещение.

Использование вытяжки в режиме рециркуляции не требует дополнительного монтажа, что несколько облегчает её установку, однако это значительно снижает производительность работы вытяжки.
Однако, необходимо обращать особое внимание на требования безопасности при установке кухонных вытяжек в помещениях с установленными газовыми проточными нагревателями (колонками) и газовыми емкостными нагревателями (котлами) с открытой камерой сгорания. Одновременная работа именно проточной кухонной вытяжки и указанного газового оборудования, практически наверняка приведет к образованию обратной тяги в дымоходе и может повлечь за собой отравление жителей продуктами сгорания природного газа (в частности, угарным газом СО). Данные требования безопасности (порою в весьма изощренно завуалированной форме) указаны в каждом паспорте изготовителя кухонных вытяжек — нужно просто внимательно его прочитать. Если Вы сомневаетесь в безопасности подключения и эксплуатации Вашей кухонной вытяжки, будет гораздо лучше обратиться к профессионалам.

## Производительность
Производительность вытяжки измеряется в м3/ч и отражает объём воздуха, который кухонная вытяжка пропускает через себя за час работы. Согласно российским санитарным нормам, воздух на кухне должен смениться минимум 12 раз за 1 час. Таким образом, необходимую и достаточную производительность кухонной вытяжки можно рассчитать исходя из габаритов конкретной кухни по простой формуле:
[площадь кухни]×[высота потолка]×12×1,3,
где 1,3 — коэффициент минимального запаса, необходимый для учёта этажности здания, загрязнённости и длины вентиляционной шахты, длины и загибов воздуховода, влияющих на потери производительности вытяжки.
12 — коэффициент воздухообмена для кухни.

## Шумность
Производительность, безусловно, является наиболее важной характеристикой работы вытяжки, однако шум, создаваемый ею, угнетающе действует на людей. К сожалению, уровень шума повышается прямо пропорционально производительности. Поэтому важно грамотно выбрать модель кухонной вытяжки с оптимальным соотношением производительности и шума.
Ориентировочные данные шумности по шкале децибел:
- Уровень шума в тихой комнате — 30 Дб.
- При очень тихо работающей кухонной вытяжке шум, создаваемый ею, — 35Дб, это примерно шепот человека на расстоянии 5 метров.
- Тихо работающая вытяжка создает шум 45 Дб. Он сопоставим с разговором на расстоянии 10 метров или шумом негромкой музыки.
- 50 Дб — шум, создаваемый нормально работающей вытяжкой. Это негромкий разговор на расстоянии 3 метров.
- Если кухонная вытяжка создает шум более 50 Дб, она работает громко, то есть создает повышенный шум. Такой шум заставляет обратить на себя внимание, так как он отвлекает. Его можно сопоставить с громким разговором на расстоянии 5 метров.

У современных кухонных вытяжек при максимальной мощности создается шум не более 50 Дб. Это нормальный для помещения уровень шума. Минимальный уровень шума, создаваемый при работе самого беззвучного варианта вытяжки от известных производителей (GAGGENAU, GRAND, AEG, Germes, Siemens, Elikor, Bosch и др.) не превышает 45 дБА, такие производители делают все возможное, чтобы и недорогие варианты работали достаточно тихо, и уровень шума от их функционирования не превышал 70 дБА.
Создатели вытяжек стараются создать надежные и бесшумные моторы вентиляторов. Работа их практически не слышна, т к. они снабжены особыми подшипниками и специальными «акустическими пакетами» (звукопоглощающие прокладки) в полости кожуха и моторном отсеке.
С целью снижения данного показателя созданы вытяжки с двумя вентиляторами. Шум от работы таких аппаратов уменьшен за счет снижения количества оборотов двигателя. Кроме того, повышается производительность вытяжек.
Существуют практически бесшумные вытяжки, когда мотор установлен не в корпусе вытяжки, а за пределами помещения — на выходе вентиляционного канала (чердак, подсобные помещения). Данные вытяжки называют вытяжками с внешним мотором. Однако производительность таких вытяжек может быть значительно ниже, либо при одинаковой производительности вытяжки с внешним мотором будут потреблять больше электроэнергии, чем аналогичные вытяжки стандартного типа.
Однако проблема шумности зачастую возникает не в шуме, создаваемой самой вытяжкой, а в шуме, создаваемом прохождением потока воздуха в системе воздуховодов. Тут многое зависит от их конструкции (сечение, фасонина и т. д.). Также зависит от того, как подключена вытяжка — непосредственно в вентиляцию или через систему венткоробов, и из какого материала сделаны эти короба.
Уровень шума вытяжек контролируется при их производстве. Его измеряют специальным прибором, установленным на расстоянии 3 метров от работающей вытяжки.